# 禿髪利鹿孤
禿髪 利鹿孤（とくはつ りろくこ）は、五胡十六国時代の南涼の第2代王。
禿髪烏孤の弟として生まれ、烏孤の在位期間は驃騎大将軍・西平公に封じられていた。太初3年（399年）に烏孤が死去すると、その遺勅により利鹿孤が南涼君主の地位を継承し、西平に遷都を行った。
建和2年（401年）に河西王を称したが、翌年死没し、康王と諡された。